# هجوم القنصلية التركية في باريس
هجوم القنصلية التركية المعروف أيضًا باسم عملية وان، (بالأرمنية: «Վան» գործողություն)‏ كان هجومًا على القنصلية التركية بباريس في فرنسا وقع في 24 و25 سبتمبر 1981. وفقًا لبيان صادر عن الجيش السري الأرمني لتحرير أرمينيا، فقد طالب مسلحو الجيش بالإفراج عن سجناء سياسيين في تركيا بمن فيهم اثنان من رجال الدين الأرمينيين الأب مانويل ييرغتيان والقس هرانت جوزليان و10 من غير الأرمن.

## الهجوم
بدأ الهجوم حوالي الساعة 11:30 صباحًا عندما استولى أربعة من أفراد الجيش السري الأرمني لتحرير أرمينيا، أطلقوا على أنفسهم «جنود الكوماندوز الانتحاريون من ييغيا كيشيتشيان»، على القنصلية، مما أسفر عن مقتل حارسٍ تركي وإصابة القنصل واحتجاز 56 شخصًا كرهائن، من بينهم 8 نساء وطفل عمره 3 سنوات.
كانت القنصلية، وهي مبنى مكون من تسعة طوابق في بوليفارد هوسمان ليس بعيدًا عن قوس النصر، محاطةً بعشرات من رجال الشرطة الفرنسيين بعد دقائق قليلة من الاستيلاء عليها. اتخذ رماة القناصة مواقع إطلاق النار على المباني المقابلة للقنصلية، وطوّق رجال مكافحة الشغب المنطقة، مما تسبب في اختناقات مرورية هائلة. تم إخلاء العديد من المباني المجاورة للقنصلية.
هدد المسلحون، الذين قالوا إنهم أعضاء في منظمة تدعى الجيش السري الأرمني لتحرير أرمينيا، بتفجير مبنى القنصلية والجميع بداخلها إذا حاولت الشرطة الفرنسية التدخل. وفقًا لصحيفة سيدني مورنينغ هيرالد، "أرسل المقاتلون مسؤولًا تركيًا من القنصلية" لتسليم ورقة تحتوي على مطالبهم بالشرطة. في الوقت نفسه، وفي بيان صدر وتسلمه مكتب رويترز في بيروت أثناء الحصار، هدد «جنود الكوماندوز الانتحاريون من ييغيا كيشيتشيان» التابع للجيش السري بإعدام جميع الرهائن إذا لم تفرج تركيا عن "سجناء سياسيين أرمينيين" معينين، أو إن تدخلت السلطات الفرنسية في الاستيلاء على القنصلية". قيل إن الأسرى الأتراك الذين طالب المسلحون بالإفراج عنهم اثنان من رجال الدين وخمسة أتراك وخمسة "مقاتلين الثوريين" من الكرد.
عرف الفرنسيون والأتراك من التجربة أنهم يجب أن يأخذوا الأرمن على محمل الجد. أعلن الجيش السري، ومقره في بيروت، مسؤوليته عن 136 هجومًا على الأقل ضد الأتراك في السنوات الست الماضية، بما في ذلك ستة عشر عملية قتل وعشرات التفجيرات في مدن من بينها سيدني وزيورخ ولوس أنجلوس. لقد قتل المتطرفون ستة مسؤولين أتراك في باريس وحدها، بدءًا من السفير إسماعيل إيريز وسائقه في عام 1975. سعت المجموعة الأرمنية للانتقام من الإبادة الجماعية لشعبها على يد الأتراك خلال الحرب العالمية الأولى.
رفض سفير تركيا في فرنسا، عدنان بولاق، التفاوض، قائلًا أن تركيا لا تحتجز أي سجناء سياسيين من الأرمن. "لن نتفاوض مع الإرهابيين. هذه هي سياسة الحكومة التركية. ربما لدينا بعض السجناء السياسيين الأتراك من أصل أرمني، ولكن لا يوجد سجناء سياسيون أرمن". بدأت الحكومة الفرنسية محادثات عبر الهاتف ومن خلال نوافذ القنصلية. أُفرج عن الحارس التركي جمال أوزين بعد حوالي ست ساعات لفريق طبي من الشرطة لكنه توفي بعد ذلك بوقت قصير في مستشفى باريس.[بحاجة لمصدر] ولعدة مرات، ظهر متشدد عند نافذة يصرخ بمطالب يحمل قنبلة في يده اليسرى ومسدس في يده اليمنى - ويحمي نفسه مع رهينة مرعوبة. في النهاية، ظهر أحد المسلحين الجرحى، وهو يشير بعلامة النصر ويصرخ «أطالب بوضع لاجئ سياسي».
بعد وقت قصير من منتصف الليل، بدأ زعيم المسلحين المفاوضات التي أدت إلى نهاية المحنة في حوالي الساعة 2 صباحًا، ووعدته السلطات الفرنسية بأن المسلحين الأربعة سيحصلون على حق اللجوء السياسي. أوضح وزير الداخلية غاستون ديفير: «إذا رفضنا حق اللجوء لأصبحوا رجالًا يائسين». ومع ذلك، في اليوم التالي، أصدرت الحكومة الفرنسية بيانًا قالت فيه إنه يتعين على الرجال المثول أمام المحكمة بتهم ناشئة عن الاعتداء، بما في ذلك وفاة حارس تركي.
وقال البيان الفرنسي «مهما كانت الأحداث التاريخية الحزينة التي أثارها مرتكبو هذا الفعل، فإن الاستيلاء كان اعتداءً غير مقبول على حقوق الإنسان الأولية وأصبح لا يطاق لأن الدبلوماسيين الأتراك المكلفين بفرنسا تعرضوا للهجوم مرة أخرى».
حصلت تغطية الاستحواذ على واحدة من أعلى التصنيفات التلفزيونية في فرنسا في عام 1981.

## التهم والمحاكمة
اُتهم المسلحون الأربعة بقتل حارس أمن ومحاولة قتل نائب القنصل. كما اُتهم الرجال بالاحتجاز غير القانوني لـ56 رهينة وخرق قوانين السلاح. شهدت المحاكمة مظاهرات في باريس لدعم المتهمين. كما تلقوا دعمًا قويًا من هنري فيرنويل، وميليني مانوشيان، أرملة بطل المقاومة الفرنسي، ميساك مانوشيان، والمغنية ليز سريان. لقد أرسل شارل أزنافور رسالة إلى المحكمة. وعند دخولهم المحكمة مبتسمين، رفع جميع المتهمين، مكبلو اليدين، علامة النصر بأيديهم. وقال المدعى عليه كيفورك جوزليان للمحكمة: «أيًا كان حكمكم، فإن عملنا هو بالفعل انتصار».
انسحب باتريك ديفيجيان من انتخابات رئاسة بلدية أنتوني، للدفاع عن الشبان الأرمن الأربعة في المحكمة. لقد حرص ديفيجيان وفريقه على أن يمنع رئيس المحكمة المشاركين في الجلسات من وصف المتهمين بالإرهابيين مطالبًا باستخدام مصطلح مقاتل (مقاتلون).
أدين المدانون الأربعة - فاسكين ساكو سيسليان، وكيفورك أبراهام جوزليان، وآرام أفيديس بسمجيان، وهاكوب أبراهام دزولفايان - في 31 يناير 1984 بالسجن لمدة 7 سنوات (بما في ذلك سنوات إقامتهم في انتظار المحاكمة). أثناء تلاوة الحكم نهض غالبية المشاركين (معظمهم من الأرمن) عند سماعهم عبارة «أيها المتهمين، قوموا». غنت المغنية روزي أرمين أغنية "Wake Up، Lao" وانضم معها الحاضرين. تلقى الحكم استياء كبير في تركيا.
زعمت الصحافة الدولية أن الأحكام الخفيفة لأربعة من أعضاء من الجيش السري المكلفين بالاستيلاء على القنصلية التركية في باريس كانت جزءً من صفقة سرية أبرمتها الحكومة الاشتراكية الفرنسية مع الجيش السري في يناير 1982 في المقابل، تعهد الجيش السري بعدم شن أي هجمات أخرى على الأراضي الفرنسية، بينما منحت الحكومة الفرنسية الجيش السري أيضًا الاستخدام غير المقيد للمطارات الفرنسية. تعزز الاعتقاد بهذا الاتفاق المشبوه بعد أن وصف وزير الداخلية غاستون ديفير قضية الجيش السري بأنها «عادلة».
تم إطلاق سراح سيسليان وجوزليان ودزلفايان من سجن فليوري ميروجيس في فرنسا في 5 أغسطس 1986. انتحر المتهم الرابع - آرام بسمجيان - قبل عام ودُفن في مقبرة بير لاشيز. أطلق الأرمن على هجوم القنصلية «عملية وان»، بعد المدينة التي يعتبرونها تقليديًا رمزًا لمقاومتهم ضد الأتراك.
وفقًا لمونتي ميلكونيان، الذي كان في ذلك الوقت، أحد أعضاء الجيش السري والذي ساعد في تخطيط وتدريب قوات الكوماندوز من أجل "عملية وان"، فإن هذه "عملية وان" التي يطلق عليها "Yeghia Keshishian Suicidal Commando" تمثل "القمة التاريخية للجيش السري. لقد أصبحت أعظم نجاح عسكري / دعائي تحقق في تاريخ الشتات...